# 2099
Năm 2099. Trong lịch Gregory, nó sẽ là năm thứ 2099 của Công nguyên hay của Anno Domini; năm thứ 99 của thiên niên kỷ thứ 3 và của thế kỷ 21; và năm cuối cùng của thập niên 2090.